# Carlo Bellisomi
Carlo Bellisomi (ur. 30 lipca 1736 w Pawii, zm. 9 sierpnia 1808 w Cesenie) – włoski kardynał.

## Życiorys
Urodził się 30 lipca 1736 roku w Pawii, jako syn Gaetana Annibalego Bellisomego i Teresy Marianny La Corcelle de Percy. Studiował na Uniwersytecie Pawijskim, gdzie uzyskał doktorat utroque iure, a następnie został referendarzem Trybunału Obojga Sygnatur. 29 maja 1763 roku przyjął święcenia kapłańskie. 11 września 1775 roku został tytularnym arcybiskupem Tyany, a trzynaście dni później przyjął sakrę. W latach 1775–1786 był nuncjuszem w Niemczech, a w okresie 1785–1794 – w Portugalii. Przebywając w Kolonii miał za zadanie wymusić odwołanie biskupa Johanna Nikolausa von Hontheima, twórcę idei febronianizmu. 14 lutego 1785 roku został kreowany kardynałem in pectore. Jego nominacja na kardynała prezbitera została ogłoszona na konsystorzu 21 lutego 1794 roku i nadano mu kościół tytularny Santa Maria della Pace. Rok później został arcybiskupem ad personam Ceseny. Zmarł tamże 9 sierpnia 1808 roku.